# Xanthetis luzonica
Xanthetis luzonica är en fjärilsart som beskrevs av Felder 1875. Xanthetis luzonica ingår i släktet Xanthetis och familjen björnspinnare. Inga underarter finns listade i Catalogue of Life.